# Gudrun Grove
Gudrun Wenniche Ingrid Grove (født 26. december 1876 i Gierslev, død 10. marts 1954) var en dansk maler.
Forældrene var sognepræst Gerhard Grove og Gudrun Louise Herdis Wulff.
Gudrun Grove blev begravet på Holmens Kirkegård i København.

## Uddannelse
- Forberedelsesskole hos malerne Gustav Vermehren og Sophus Vermehren[3]
- Kunstakademiet i København, Kunstskolen for Kvinder, 1898-1902 og 1905-1906[4]

## Kunstnerisk virke
Gudrun Grove arbejdede i sine malerier naturalistisk. Hendes motiver var landskaber, opstillinger, figur- og blomsterbilleder og portrætter. Landskabsmalerierne beskrives af kunsthistorikeren Vera Rasmussen i Weilbechs Kunstnerleksikon som stemningsbetonede beskrivelser af vejrlig og landskab, hvor det dramatiske kan ligge i modsætningen mellem et lysfyldt landskab og en mørk uvejrshimmel. Som supplement til denne karakteristik citeres her en omtale fra Gudrun Groves første separatudstilling hos Kunsthandler Chr. Larsen, i 1913. Citatet er fra "Riget (København)" Frk. Grove har en særlig Evne til at fremstille Tingene suggererende. Man lugter hendes Muld og vaade Efteraarsblade, man smager hendes Kvæder og Citroner, man mærker Vinden i hendes Landskaber, mærker Vejret. Ja, selv i hendes Blomster synes lidt af det barske Vejr at være bleven hængende, endog efter, at hun har plukket dem af og sat dem i Vand."
Gudrun Grove malede desuden portrætter. På Kvindelige Kunstneres Retrospektive Udstilling i 1920 udstillede hun foruden maleriet Nature Morte et "Portræt af Maleren Lundstrøm", som titlen lyder. De mest kendte af Groves portrætter er af arkitekten Ivar Bentsen i 1932 og af skuespillerne Holger Reenberg og Ellen Carstensen Reenberg i 1943.
Selv blev Gudrun Grove også portrætteret: Maleren Anna Klindt Sørensen har malet et portræt af Gudrun Grove i årene mellem 1945-1949. Værket tilhører Janus - Vestjyllands Kunstmuseum. Desuden har Anna Klindt Sørensen udført en koldnålsradering af Gudrun Grove.

## Værker
- Tordenvejr, udstillet 1931
- Portræt af arkitekten Ivar Bentsen, udstillet 1932
- Portræt af Holger Reenberg, udstillet 1934
- Fra Højfjeldet, udstillet 1952
- Nature Morte, udstillet 1953
- Stedmoderblomster, udstillet 1953
- Fåreflokken, udstillet 1955[1]

## Organisatorisk virke
Gudrun Grove blev valgt til bestyrelsen for Kvindelige Kunstneres Samfund i 1927 og deltog her i sammenlagt 26 år, til 1953.
I 1938 blev Gudrun Grove ansat som leder af Kunstnernes Statsunderstøttede Croquisskole, en stilling, hun bevarede indtil 1946. Hun havde tidligere fungeret som vikar for Croquisskolens første leder, maleren Astrid Holm, og havde derfor god indsigt i forholdene. Hendes arbejde på skolen blev af billedhuggeren Anne Marie Carl-Nielsen karakteriseret med ord som "udmærket" og "samvittighedsfuldt", som kunsthistorikeren Sofie Olesdatter Bastiansen nævner det og citerer Gudrun Grove fra et interview i Berlingske Tidende, 13. december 1943: Jeg tegner altid med selv. Dels er der kun Grund til at benytte Lejligheden til at tegne Model, og dels er jeg langt bedre i Stand til at kontrollere Stillingerne, naar jeg selv tegner dem. Hvert tyvende Minut er der Hvil med efterfølgende ny Stilling, som jeg skal ordne. Som leder af Croquisskolen skulle Gudrun Grove sørge for modeller til tegnerne og for at modellerne i tegneseancerne skiftede stilling.

## Udstillinger
- Kunstnernes Efterårsudstilling 1914, 1916, 1918.19, 1921 1925-27
- Charlottenborgs Forårsudstilling 1920, 1927-37, 1939-46
- Charlottenborgs Efertårsudstilling 1934, 1944
- 1912 Modern Danish Artists, Brighton
- 1920 Kvindelige Kunstneres Retrospektive Udstilling
- 1926 Kvindelige Kunstneres Samfunds Udstilling i Kunstindustrimuseet (Designmuseum Danmark)
- 1929 Det Danske Kunststævne, Forum
- 1930 Kunstforeningen, København, Kvindelige Kunstneres Samfund
- 1977 Kunstnerportrætter, Charlottenborg 1977[1]

## Separatudstillinger
1913 Kunsthandler Chr. Larsen
1928 H. Chr. Bakkes Boghandel, Klareboderne, København
1938 Wagn Winkels Kunsthandel, København

## Stipendier og udmærkelser
- 1918 Den Raben-Levetzauske Fond
- 1925 Den Reiersenske Fond
- 1928 Akademiet
- 1925, 1941 Augusta Dohlmanns Legat
- 1944, 1949, 1953 Aug. Schiøtt
- 1945 Wolf
- 1951 Holga Reinhard[1]